# Tomosvaryella crinita
Tomosvaryella crinita är en tvåvingeart som beskrevs av Ale-rocha 1996. Tomosvaryella crinita ingår i släktet Tomosvaryella och familjen ögonflugor. Inga underarter finns listade i Catalogue of Life.